# Актаюж
Актаю́ж (рос. Актаюж, марій. Актаюж) — село у складі Кілемарського району Марій Ел, Росія. Входить до складу Широкундиського сільського поселення.

## Населення
Населення — 231 особа (2010; 222 у 2002).
Національний склад (станом на 2002 рік):
- марі — 73 %